# Потуш
По́туш — село в Україні, у Вороновицькій селищній громаді Вінницького району Вінницької області. Населення становить 125 осіб. До 2020 року орган місцевого самоврядування — Шендерівська сільська рада.

## Історія
В 60-х роках XIX століття перші у світі випробування планера проводилися на берегах Південного Бугу біля села Потуш. Саме там Олександр Можайський досліджував свій винахід, «впрягаючи» човник на колесах і з крильцями у трійку коней. Лише через 92 роки випробування відтвореної за його кресленнями моделі літака з двигунами більшої потужності довели можливість польоту «апарата, важчого за повітря».

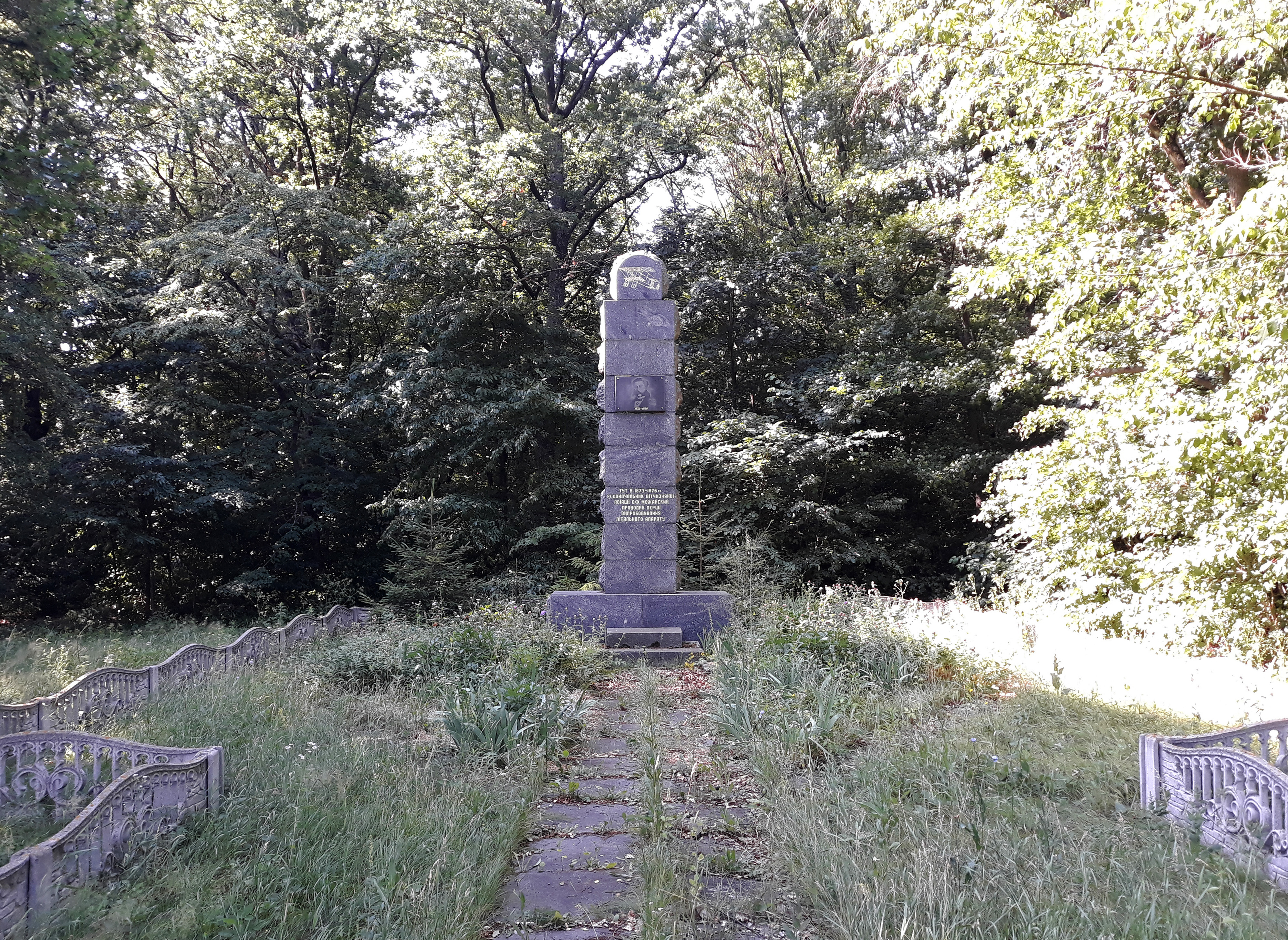
Пам'ятний знак О.Ф. Можайському, урочище Дубина під Потушем

## Відомі люди
В селі народився Глинський Іван Володимирович — український письменник.